# Pyrulofusus
Pyrulofusus is een geslacht van weekdieren uit de klasse van de Gastropoda (slakken).

## Soorten
- Pyrulofusus deformis (Reeve, 1847)
- Pyrulofusus dexius (Dall, 1907)
- Pyrulofusus harpa (Mörch, 1857)
- Pyrulofusus melonis (Dall, 1891)